# Chartreuse Saint-Honoré de Thuison-lès-Abbeville
La chartreuse Saint-Honoré de Thuison, Domus Sancti Honirati, ou Val-Saint-Honoré, Domus Vallis S. Honorati, était une communauté de Chartreux située à Abbeville dans la Somme.

## Histoire
La chartreuse Saint-Honoré d’Abbeville fut fondée en 1300 par Guillaume de Mâcon, évêque d'Amiens, qui acheta à cet effet la commanderie des Templiers de Thuison. En 1307, les constructions essentielles étaient terminées et l’église consacrée.
Le monastère fut régulièrement dévasté par les guerres et il se trouva des bienfaiteurs pour le restaurer : ainsi après la bataille de Crécy en 1346, lors de l’invasion anglaise de 1476, des guerres de François Ier contre Charles-Quint et des guerres de religion au XVIe siècle. Les guerres de Louis XIV furent moins funestes, grâce à la protection de Louvois.
Dans la seconde moitié du XVIIIe siècle, on reconstruisit les bâtiments ; les travaux étaient terminés en 1787. Le 13 février 1790, l'assemblée constituante prononça l'abolition des vœux monastiques et la suppression des congrégations religieuses. La communauté fut dispersée en mai 1791. Les biens du monastère furent vendus comme biens nationaux. Les bâtiments abritèrent une verrerie, puis une filature jusqu'en 1877.

## Vestiges

### Vestiges architecturaux
Le portail d’entrée monumental subsiste toujours aujourd'hui.

### Retables
Trois retables de la chartreuse subsistent aujourd'hui :
- Le retable de la Vie de la Vierge fut déplacé après la Révolution française dans l’église Saint-Paul[1]. Il fut placé au début du XXe siècle dans une niche de pierre de la collégiale Saint-Vulfran d'Abbeville. La première mention écrite de ce retable date du XVIIIe siècle dans une chronique dénommée « Manuscrits Siffait », du nom de son possesseur Albert Siffait de Moncourt. Il est, aujourd’hui, conservé au Musée Boucher-de-Perthes d'Abbeville[2]. Il présente une composition tripartite.  Classé MH (1898). Les reliefs sculptés sont présentés dans une caisse moderne, reproduite à l'identique de celle d'origine, en chêne. L'œuvre devait être protégée par des volets peints sur lesquels figuraient probablement, les représentations de La Descente de croix et la Mise au tombeau et dans la partie supérieure le Noli me tangere (« Ne me touche pas »). Ces volets peints ont certainement disparu à la Révolution française.

- Le retable de la Vie de Saint-Honoré, en bois sculpté du XVe siècle, destinée à être le pendant du précédent est conservé dans l'église Saint-Pierre du Crotoy, inscrit monument historique au titre d'objet, depuis le 23 décembre 1980[3].

- Le retable de la Passion et de la Résurrection fut démantelé au milieu du XIXe siècle ; tous les panneaux, sauf L'entrée à Jérusalem, conservé au Musée de l'Ermitage de Saint-Petersbourg, se trouvent à l'Art Institute of Chicago.

Les deux premiers retables étaient situés de part et d'autre du maître-autel de l'église des Chartreux, le troisième retable ornait le maître-autel.

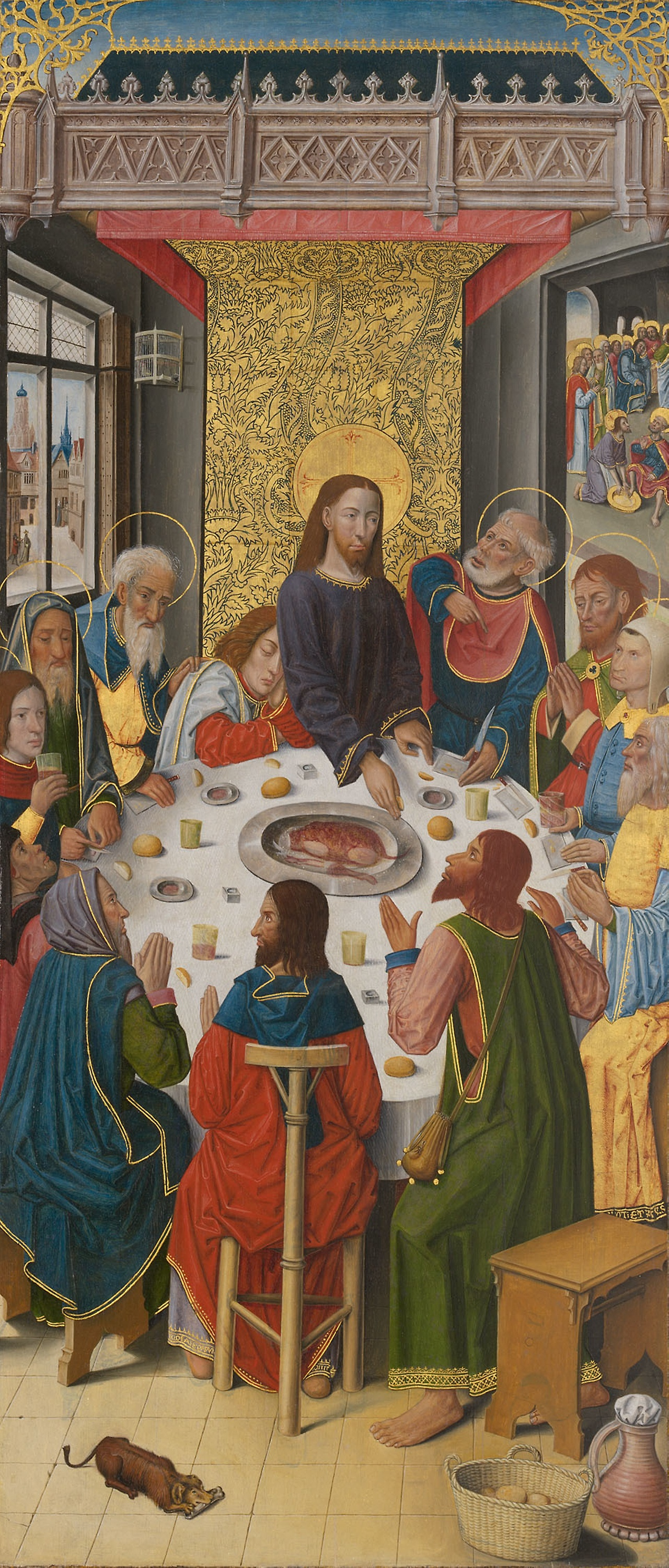
Panneau du retable du maître-autel de l'église de la chartreuse de Thuison (Art Institute of Chicago).
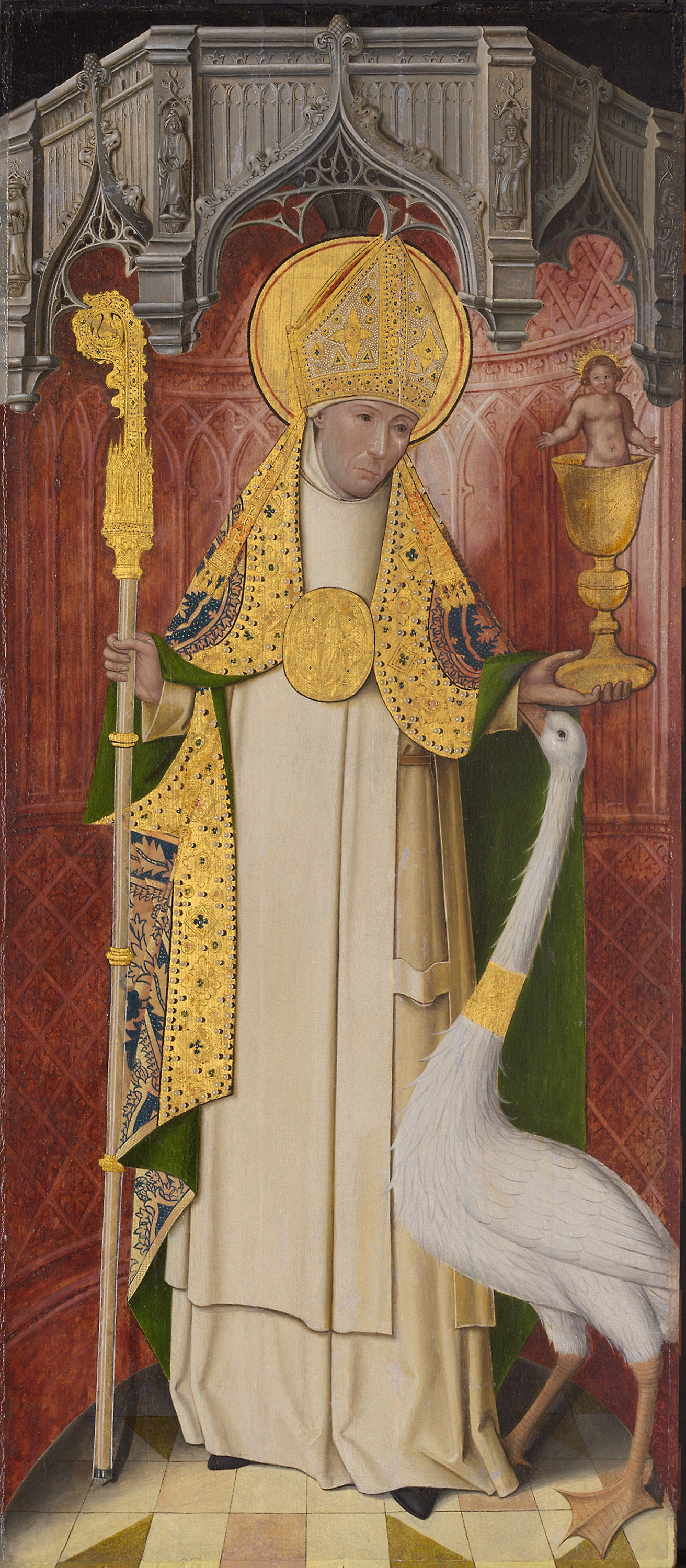
Panneau du retable du maître-autel de l'église de la chartreuse de Thuison (Art Institute of Chicago)
Panneau du retable du maître-autel de l'église de la chartreuse de Thuison (Saint-Petersbourg, Musée de l'Ermitage).

## Prieurs
- Anche de Vauvert († 1404)
- 1599-1601 : Jean Dagonneau († 1623)

## Héraldique
|  | Suivant la tradition cartusienne la chartreuse porte les armes de son fondateur Guillaume de Macon qui se blasonnent ainsi : « D'or réticulé de sable à la fasce d'azur chargée de trois fleurs-de-lis du champ. » |